# (1639) Bower
(1639) Bower és un asteroide pertanyent al cinturó d'asteroides descobert per Sylvain Julien Victor Arend des del Real Observatori de Bèlgica, Uccle, el 12 de setembre de 1951.
Inicialment va ser designat 1951 RB. Més endavant es va nomenar en honor de l'astrònom nord-americà Ernest Clare Bower (1890-1964).
Bower està situat a una distància mitjana del Sol de 2,573 ua, podent acostar-se fins a 2,185 ua. Té una inclinació orbital de 8,44° i una excentricitat de 0,1508. Emplea a completar una òrbita al voltant del Sol 1507 dies.